# كوستاس جيانوليس
كوستاس جيانوليس (باليونانية: Κώστας Γιαννούλης) (9 ديسمبر 1987 بكاتريني في اليونان - ) هو لاعب كرة قدم يوناني في مركز الظهير. شارك مع منتخب اليونان تحت 21 سنة لكرة القدم ومنتخب اليونان لكرة القدم. أما مع النوادي، فقد لعب مع نادي أتروميتوس ونادي أستيراس تريبوليس ونادي أولمبياكوس ونادي بانيونيوس ونادي كولن وG.S. Iraklis Thessaloniki ‏ وS.F.K. Pierikos (football) ‏ وFostiras F.C. ‏ ونادي إيراكليس.

## وصلات خارجية
- كوستاس جيانوليس على موقع قاعدة بيانات كرة القدم.إي يو (الإنجليزية)
- كوستاس جيانوليس على موقع ناشيونال فوتبول تيمز (الإنجليزية)
- كوستاس جيانوليس على موقع Soccerway.com (الإنجليزية)
- كوستاس جيانوليس على موقع عالم كرة القدم.نت (الإنجليزية)
- كوستاس جيانوليس على موقع AS.com (الإسبانية)